# آيت شيتاشن لوطا (تفني)
آيت شيتاشن لوطا هي إحدى مشيخات المملكة المغربية، تتبع جغرافيا لإقليم أزيلال وإداريًا لتفني. يقدر عدد سكانها بـ 2470 نسمة حسب الإحصاء الرسمي للسكان والسكنى لسنة 2004.